# Parul Ghosh
Parul Ghosh (geboren als Parul Biswas) (Barisal, voor 1935 – Bombay, 13 augustus 1977) was een Indiase playbackzangeres.

## Loopbaan
Ghosh werd geboren in Barisal, tegenwoordig in Bangladesh gelegen. Ze zong in Hindi en Bengali films in de periode 1935-1951. Ze werd in de filmmuziek-business geïntroduceerd door haar broer Anil Biswas. Films waarin haar songs voorkomen zijn onder andere Jwar Bhata, Milan, Hamaari Baat en Namaste. In het begin van haar loopbaan was ze actief voor de filmstudio New Theatres in Kolkata.

## Persoonlijk leven en overlijden
Ghosh was sinds 1924 getrouwd met de fluitist Pannalal Ghosh. Ghosh overleed in Malad, Bombay.